# Amanmyrat Hommadow
Amanmyrat Hommadow (* 28. Januar 1989 in Tejen, Turkmenische SSR, UdSSR) ist ein turkmenischer Leichtathlet, der sich auf den Hammerwurf spezialisiert hat.

## Sportliche Laufbahn
Erste internationale Erfahrungen sammelte Amanmyrat Hommadow im Jahr 2006, als er bei den Juniorenweltmeisterschaften in Peking mit einer Weite von 54,54 m mit dem 6-kg-Hammer in der Qualifikation ausschied. Zwei Jahre später schied er bei den Juniorenweltmeisterschaften in Bydgoszcz mit 61,11 m erneut in der Vorrunde aus und nahm anschließend dank einer Wildcard an den Olympischen Spielen in Peking teil, brachte dort aber in der Qualifikation keinen gültigen Versuch zustande. 2009 schied er bei den Weltmeisterschaften in Berlin mit 57,39 m in der Qualifikation aus und 2010 nahm er erstmals an den Asienspielen in Guangzhou teil und belegte dort mit 67,93 m den fünften Platz. Bei den Leichtathletik-Asienmeisterschaften 2011 in Kōbe belegte er mit 65,38 m den siebten Platz und verpasste anschließend bei den Weltmeisterschaften in Daegu mit 62,97 m den Finaleinzug. 
2013 erreichte er bei der Sommer-Universiade in Kasan mit 64,28 m Rang 14 und 2016 schied er bei den Olympischen Spielen in Rio de Janeiro mit 61,99 m in der Qualifikation aus. 2019 klassierte er sich dann bei den Asienmeisterschaften in Doha mit 61,67 m auf dem elften Platz und 2023 wurde er bei den Asienmeisterschaften in Bangkok mit 58,61 m 14. 2025 gelangte er dann bei den Asienmeisterschaften in Gumi mit 60,29 m auf Rang 15.
In den Jahren 2011, 2022 und 2025 wurde Hommadow turkmenischer Meister im Hammerwurf.